# Kanton Drancy
Der Kanton Drancy ist seit 1967 ein französischer Wahlkreis im Arrondissement Le Raincy, im Département Seine-Saint-Denis und in der Region Île-de-France.
Der Kanton besteht aus einem Teil der Stadt Drancy. Der nördliche Teil der Stadt gehört zum Kanton Le Bourget.

## Bevölkerungsentwicklung
| 1990   | 1999   | 2006   |
| ------ | ------ | ------ |
| 33 060 | 34 736 | 37 715 |